# Kaliakair
Kaliakair è un sottodistretto (upazila) del Bangladesh situato nel distretto di Gazipur, divisione di Dacca. Si estende su una superficie di 314,14 km² e conta una popolazione di 232.915 abitanti (dato censimento 1991).